# Elka de Levie
Elka de Levie, née le 21 novembre 1905 à Amsterdam (Pays-Bas) et morte le 29 décembre 1979 dans la même ville, est une gymnaste artistique néerlandaise.

## Biographie
Elka de Levie remporte aux Jeux olympiques d'été de 1928 à Amsterdam la médaille d'or du concours général par équipes féminin avec Estella Agsteribbe, Helena Nordheim, Anna Polak, Judikje Simons, Jacoba Stelma, Jacomina van den Berg, Alida van den Bos, Anna van der Vegt, Petronella van Randwijk, Petronella Burgerhof et Hendrika van Rumt.
Elle est la seule juive de l'équipe à avoir survécu à l'Occupation nazie ; les quatre autres gymnastes juives (Estella Agsteribbe, Helena Nordheim, Anna Polak et Judikje Simons) ainsi que l'entraîneur Gerrit Kleerekoper sont déportés et tués à Auschwitz ou Sobibor.